# Luftwaffen-Sportverein Olmütz
Il Luftwaffen-Sportverein Olmütz, meglio conosciuto come LSV Olmütz, è stata una società di calcio tedesca attiva negli anni '40, con sede a Olomouc, all'epoca parte del Protettorato di Boemia e Moravia.

## Storia
Il LSV Olmütz è stata fondata nel 1940 come squadra della base della Luftwaffe a Olomouc, all'epoca parte del Protettorato di Boemia e Moravia.
La squadra, pur avendo sede in una città non formalmente parte del Terzo Reich, venne iscritta alla Gauliga Sudetenland, torneo regionale del massimo campionato tedesco.
Nella Gauliga 1941-1942 riuscì ad accedere alla fase nazionale del torneo, ove fu eliminata alle qualificazioni dai futuri finalisti del First Vienna. Nello stesso anno partecipò alla Tschammerpokal 1942, ove furono eliminati al primo turno dagli slesiani del LSV Reinecke Brieg.
Successivamente, il club si ritirò dal campionato nel settembre 1944 a causa del prosieguo negativo per la Germania della seconda guerra mondiale e sciolto.